# Lucas Black
Lucas Black tên khai sinh là Lucas York Black (sinh ngày 29 tháng 11 năm 1982), là một nam diễn viên phim điện ảnh và truyền hình người Mỹ. Anh được mọi người biết đến qua nhiều vai diễn trong những bộ phim như: Sling Blade (1996), Flash (1997), Crazy in Alabama (1999), All the Pretty Horses (2000), Friday Night Lights (2004), Jarhead (2005), The Fast and the Furious: Tokyo Drift (2006), Get Low (2009), Legion (2010) và Seven Days in Utopia (2011).

## Đầu đời
Black sinh ra ở Decatur, Alabama, mẹ của anh là bà Jan Gillespie, một nhân viên văn phòng, còn cha anh Larry Black lại là một nhân viên bảo tàng. Anh lớn lên và học tập ở trường Speake, Alabama,  anh tốt nghiệp trung học vào tháng 5 năm 2001.

## Đời tư
Black kết hôn với Maggie O'Brien, một luật sư, vào năm 2010. Họ có ba người con.

## Phim đã tham gia

### Phim ảnh
| Năm  | Phim                                  | Vai diễn                     | Ghi chú         |
| ---- | ------------------------------------- | ---------------------------- | --------------- |
| 1994 | The War                               | Ebb Lipnicki                 |                 |
| 1996 | Sling Blade                           | Frank Wheatley               |                 |
| 1996 | Ghosts of Mississippi                 | Burt DeLaughter              |                 |
| 1997 | Flash                                 | Connor                       |                 |
| 1998 | The X-Files                           | Stevie                       |                 |
| 1999 | Our Friend, Martin                    | Randy                        | Voice           |
| 1999 | Crazy in Alabama                      | Peter Joseph "Peejoe" Bullis |                 |
| 2000 | All the Pretty Horses                 | Jimmy Blevins                | 2000            |
| 2003 | Cold Mountain                         | Oakley                       |                 |
| 2004 | Killer Diller                         | Vernon                       |                 |
| 2004 | Friday Night Lights                   | Mike Winchell                |                 |
| 2005 | Deepwater                             | Nat Banyon                   |                 |
| 2005 | Jarhead                               | LCpl. Chris Kruger           |                 |
| 2006 | The Fast and the Furious: Tokyo Drift | Sean Boswell                 |                 |
| 2009 | Get Low                               | Buddy Robinson               |                 |
| 2010 | Legion                                | Jeep Hanson                  |                 |
| 2011 | Seven Days in Utopia                  | Luke Chisholm                |                 |
| 2012 | Promised Land                         | Paul Geary                   |                 |
| 2013 | 42                                    | Pee Wee Reese                |                 |
| 2015 | Fast & Furious 7                      | Sean Boswell                 | Cameo           |
| 2021 | Fast & Furious 9                      | Sean Boswell                 | Post-production |